# Passalora clavata
Passalora clavata är en svampart som först beskrevs av W.R. Gerard, och fick sitt nu gällande namn av U. Braun 1997. Passalora clavata ingår i släktet Passalora och familjen Mycosphaerellaceae.   Inga underarter finns listade i Catalogue of Life.